# Jełań (rejon biczurski)
Jełań (ros. Елань) – wieś w Rosji, w Buriacji, w rejonie biczurskim. W 2010 liczyła 1082 mieszkańców.